# سعد إسكندر
سعد بشير إسكندر (مواليد 1962) هو أكاديمي وباحث كردي عراقي معاصر. ولد في بغداد، وانضم إلى البيشمركة الكردية عام 1981 وعاش في جبال كردستان العراق لمدة أربع سنوات، ثم انتقل إلى إيران وسوريا.
حاصل على درجة البكالوريوس في التاريخ الحديث من جامعة شمال لندن وعلى درجة الدكتوراه في العلاقات الدولية والتاريخ من كلية لندن للاقتصاد. وكانت أطروحته بعنوان سياسة بريطانيا تجاه القضية الكردية، 1915-1923. عاد إلى العراق في عام 2003 بعد الغزو، ومنذ ذلك الحين شغل منصب مدير دار الكتب والوثائق الوطنية. وفي ذروة الحرب الأهلية في العراق، كتب مدونة يوميات عن تجربة العيش المروعة في بغداد، والتي نشرها لاحقًا على موقع المكتبة البريطانية على الإنترنت.

## الجوائز والتكريم
حصل على جائزة أرشيف العام من مؤسسة سكون في نيويورك في حفل أقيم في جامعة كولومبيا في نيويورك في 12 نوفمبر 2007، كما حصل أيضًا على جائزة الحرية الأكاديمية MESA من جمعية دراسات الشرق الأوسط عام 2007. حصل على الزمالة الفخرية من المعهد المعتمد لمحترفي المكتبات والمعلومات (CILIP) تقديرًا لخدمته المتميزة في حفل استضافته المكتبة البريطانية في ديسمبر 2008.
وفي عام 2010، انتخب ممثلاً للعراق في لجنة اليونسكو الحكومية الدولية لتعزيز إعادة الممتلكات الثقافية إلى بلدها الأصلي.